# Apereisis
Apereisis is een geslacht van rechtvleugeligen uit de familie sabelsprinkhanen (Tettigoniidae). De wetenschappelijke naam van dit geslacht is voor het eerst geldig gepubliceerd in 1871 door Walker.

## Soorten
Het geslacht Apereisis  is monotypisch en omvat slechts de volgende soort:
- Apereisis albidifer (Walker, 1871)